# Hymir

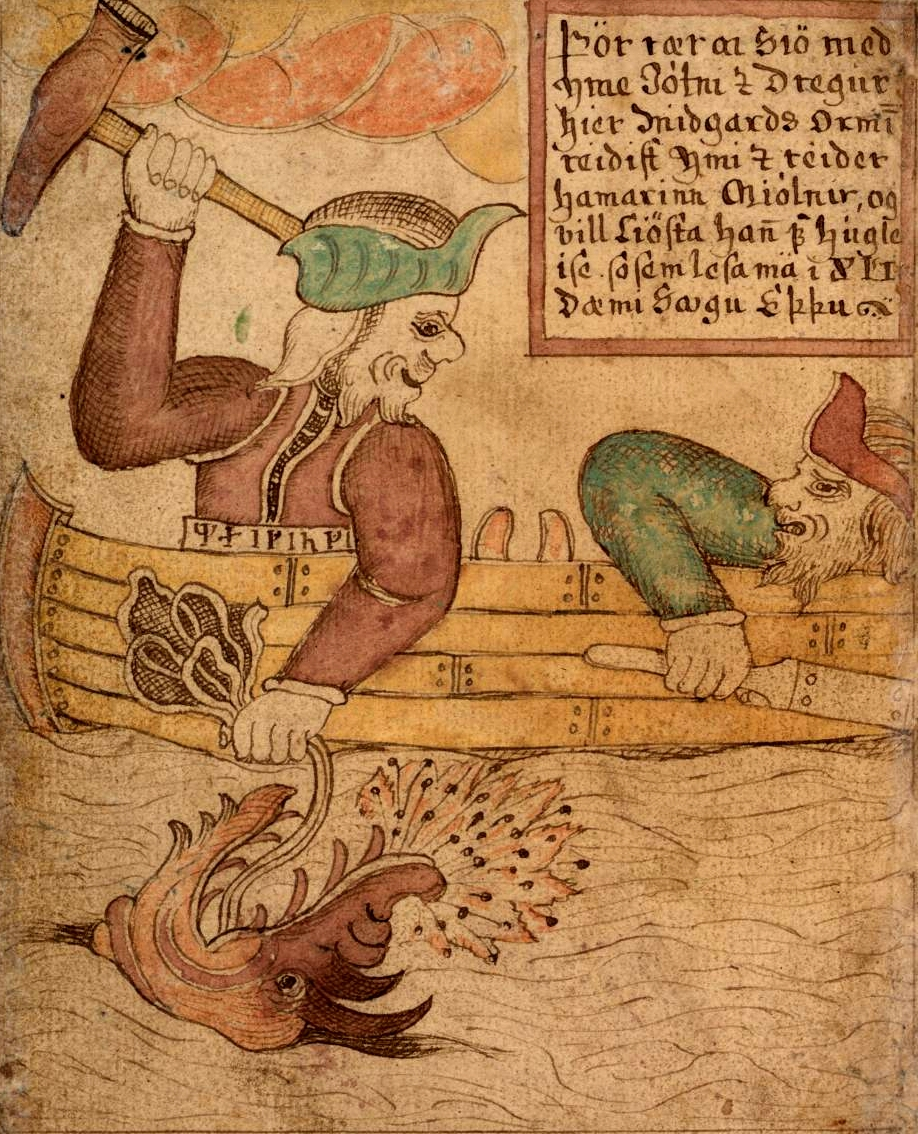
Thor e Hymir mentre affrontano il Miðgarðsormr, illustrazione tratta dal Stofnun Árna Magnússonar á Íslandi detto anche SÁM 66, ora presso l'istituto Árni Magnússon, 1765 circa

Nella mitologia norrena, Hymir (norreno ˈhymez̠) è un jötunn, marito di Hroðr, che secondo l'Edda poetica è il padre di Týr. Possiede un enorme calderone in cui gli Æsir desideravano fermentare la birra, ma soltanto Thor e Týr riuscirono ad ottenerlo.

## Etimologia
L'etimologia in norreno è incerta. Forse correlata al norvegese humen ('zoppicante, stanco') o humre ('nitrito') al pari dell'alto-tedesco medio hummen 'hum'). Andy Orchard ha proposto la traduzione come "rampicante" " "maniaco".
Hymir è spesso utilizzato kennings come una variante di jötnarr.

## Fonti

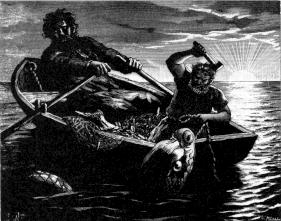
Thor lotta contro il Miðgarðsormr insieme a Hymir, in una illustrazione dell'edizione in svedese dell'Edda poetica del 1893 di Nils Fredrik Sander

### Hymiskviða
Il poema Hymiskviða racconta come Thor riuscì a ottenere il calderone per una festa degli Ægir. Il suo teschio era inusualmente duro e Thor ruppe una coppa lanciandola sulla testa di Hymir. Quest'ultimo viene descritto come un jötunn e padre del Týr.
Studiosi come John Lindow notano che questo sarebbe una situazione singolare nella mitologia norrena, accomunata solo da Loki che per padre aveva lo jötunn Fárbauti; tuttavia Snorri Sturluson attesta nel Gylfaginning che Loki era solo enumerato tra gli Ægir, senza esserne realmente parte.
l'Hymiskviða riporta anche della pesca del serpente Jörmungandr da parte di Thor. Thor si reca a pesca assieme a Hymir, utilizzando come esca la testa del miglior toro di Hymir e a un certo punto abbocca Jörmungandr, che successivamente riesce a liberarsi.

### Gylfaginning
Il Gylfaginning, parte della Edda in prosa, fornisce ulteriori dettagli riguardo al tentativo di pesca del Jörmungandr e del dialogo tra Hymir e Thor, precisando anche che i piedi di quest'ultimo passarono attraverso il fondo della barca.

## Rappresentazioni
L'incontro tra Thor e il Jörmungandr appare come uno dei motivi più popolari nell'arte norrena: tre steli/pietre runiche ne riportano la rappresentazione con Hymir, la VIII e più grande tra le Pietre di Ardre, la pietra di Hørdum, (Thisted) e la croce di Gosforth (Cumbria). Anche una lastra di pietra, che potrebbe essere una porzione di una seconde croce a Gosforth, mostra una scena di pesca utilizzando una testa di bue come esca.
Tale motivo appare anche nella pietra runica di Altuna, ma senza mostrare Hymir, forse a causa dello spazio ridotto.